# Roluli
Roluli ist eine osttimoresische Aldeia im Suco Tulataqueo (Verwaltungsamt Remexio, Gemeinde Aileu). 2015 lebten in der Aldeia 456 Menschen.

## Geographie und Einrichtungen
Die Aldeia Roluli bildet den Mittelteil des Sucos Tulataqueo. Westlich befindet sich die Aldeia Samalete, nordöstlich die Aldeia Aicurus und südöstlich die Aldeia Dacilelo. Im Norden grenzt Roluli an den Suco Liurai und im Süden an den Suco Faturasa. Der Nordgrenze folgt der Cihohani und der Südgrenze zu den Aldeias Faculau und Raemerhei der Lohun. Im nordöstlichen Grenzgebiet von Roluli fließt der Raitaran, der in den Cihohani mündet. Die Flüsse sind Teil des Systems des Nördlichen Laclós.
Den Süden von Roluli durchquert auf einer Anhöhe die Überlandstraße, die die Orte Laclo und Remexio miteinander verbindet. An ihr liegt die gesamte Besiedlung der Aldeia. Der Rest ist unbesiedelt. Die Weiler in der Mitte der Straße sind Remain und Reamer. An der Westgrenze liegt Tulataqueo, der Hauptort des Sucos. An der Nordwestgrenze befindet sich ein weiterer Weiler.
In Tulataqueo stehen der Sitz des Sucos und ein Hospital. Zwischen Remain und Reamer befindet sich die Zentrale Grundschule (Escola Básica Central EBC) Roluli. Die Kapelle Santo Antonio steht an der Überlandstraße, an der Nordwestgrenze.